# سابا ماركوس
سابا ماركوس (بالمجرية: Márkus Csaba)‏ هو ناشر ورسام ومصمم جرافيك وفنان مجري، ولد في 26 يناير 1953 في بودابست في المجر.